# Dicrotendipes pseudoconjunctus
Dicrotendipes pseudoconjunctus är en tvåvingeart som beskrevs av Epler 1988. Dicrotendipes pseudoconjunctus ingår i släktet Dicrotendipes och familjen fjädermyggor. Inga underarter finns listade i Catalogue of Life.